# Eupithecia consignata
Eupithecia consignata là một loài bướm đêm trong họ Geometridae.